# Biały owczarek szwajcarski
Biały owczarek szwajcarski – rasa psów sekcji 1 - psy pasterskie, wg klasyfikacji FCI Nie podlega próbom pracy.

## Rys historyczny
Rasa została uznana przez FCI. Jej pochodzenie nie jest w pełni udokumentowane. Pierwsze doniesienia związane z białymi owczarkami pochodzą z XIX wieku. W roku 1882, na wystawie psów w Hanowerze, zaprezentowano jednolicie białego, krótkowłosego owczarka o imieniu Greiff (ur. 1879). Na kolejnej wystawie psów, w 1887 roku, Greiffowi towarzyszyły dwie córki, równie białe Greiffa i Russin.
W latach 20. XX wieku owczarki trafiły do Stanów Zjednoczonych i Kanady. Rasa została spopularyzowana właśnie w tych krajach – stąd w języku angielskim biały owczarek szwajcarski funkcjonuje często jako biały owczarek amerykańsko-kanadyjski. Około roku 1970 pierwsze egzemplarze zostały importowane do Szwajcarii.
Pierwszym uznanym psem został amerykański pies Lobo, urodzony 5 marca 1966 roku. Psy urodzone z połączenia Lobo oraz innych psów z importu rozprzestrzeniły się po całej Europie, osiągając stosunkowo liczne pogłowie. Od lipca 1991 roku został uznany za nową rasę w księdze hodowlanej Szwajcarii.

## Wygląd

### Budowa
Biały owczarek szwajcarski to pies średniego wzrostu, silny i dobrze umięśniony o eleganckiej i harmonijnej budowie, sylwetka zamknięta w prostokącie.
- Głowa: mocna, sucha i ładnie wyrzeźbiona, proporcjonalna do tułowia. Oglądając z góry i z boku ma kształt klina. Osie poziome kufy i mózgoczaszki równoległe. Stop nieznaczny, ale widoczny.

- Oczy: średniej wielkości, kształtu migdała, osadzone trochę skośnie, brązowe lub ciemnobrązowe. Powieki przylegające, pożądane czarne.
- Uszy: sztywno stojące, wysoko osadzone i równoległe wobec siebie. Skierowane do przodu, kształtu długiego, na końcu lekko zaokrąglonego trójkąta.
- Tułów: mocny, dobrze umięśniony, średniej długości. Wyraźny kłąb, klatka piersiowa głęboka, owalna i długa. Wyraźne przedpiersie.
- Ogon: w kształcie kity, zwężający się ku końcowi, dość głęboko osadzony, sięga przynajmniej stawu skokowego. W spoczynku wiszący prosto lub lekko szablasto wygięty w ostatniej jednej trzeciej długości. W ruchu wyżej, ale nigdy powyżej linii grzbietu.

### Szata i umaszczenie
Umaszczenie jest białe, ale nie albinotyczne; szata zarówno krótko-, jak i długowłosa; włos gęsty i dobrze przylegający, bogate włosy okrywowe z podszerstkiem; krótki włos na kufie, części twarzowej głowy oraz przedniej stronie kończyn, dłuższy na szyi oraz tylnej stronie kończyn.

## Zachowanie i charakter
Biały owczarek jest odważny, ale nie agresywny, pełen temperamentu i zapału do pracy, szybko uczący się nawet skomplikowanych zadań. Jest spokojny i pewny siebie, a w stosunku do obcych zachowuje dystans. Wierny wobec jednego pana, czujny i bystry. Uchodzi za psa bardziej zrównoważonego niż owczarek niemiecki, ale i znacznie bardziej wrażliwego na stosowanie kar w procesie wychowania.

## Użytkowość
Pies wszechstronnie użytkowy, sprawdzający się w roli towarzyszącego psa rodzinnego, szczególnie dla rodzin posiadających dzieci, gdyż rasa ta charakteryzuje się tolerancją wobec dzieci oraz innych zwierząt. W Ameryce Północnej używany jest jako pies policyjny, wojskowy (tropiący), pies stróżujący, pies – przewodnik ociemniałych, pies lawinowy, pies tropiący czy pasterski.

## Popularność
W Polsce jak dotąd dość rzadko spotykany – na koniec 2008 r. lista egzemplarzy rodowodowych liczyła ok. 200 sztuk. Biały owczarek szwajcarski cieszy się większą popularnością w Niemczech i Czechach.